# 팁토즈
《팁토즈》(영어: Tiptoes)는 미국과 프랑스에서 제작된 매슈 브라이트 감독의 2003년 코미디 드라마 영화이다. 매슈 매코너헤이, 케이트 베킨세일, 게리 올드먼 등이 출연하였고, 엘리 콘 등이 제작에 참여하였다.

## 줄거리
연인 스티븐의 아이를 임신한 화가 캐럴은 스티븐의 쌍둥이 형제 롤프가 찾아오면서 스티븐만이 집안에서 유일하게 왜소증이 아니라는 사실을 알게 된다. 캐럴은 결국 왜소증 아기를 낳고, 아이가 롤프처럼 고통 받을까봐 스티븐이 두려워하면서 둘 사이는 멀어져간다. 스티븐과 헤어지기로 한 캐럴은 롤프에게 기대는데...

## 출연
- 매슈 매코너헤이 - 스티븐 버댈리아 역
- 케이트 베킨세일 - 캐럴 역
- 게리 올드먼 - 롤프 버댈리아, 스티븐의 쌍둥이 형제 역
- 퍼트리샤 아켓 - 루시, 모리스의 여자친구 역
- 피터 딩클리지 - 모리스, 롤프의 절친 역
- 데비 리 캐링턴 - 키티 캐츠 역
- 브리짓 파워스 - 샐리, 롤프의 여자친구 역
- 마이클 J. 앤더슨 - 브루노 버댈리아, 롤프와 스티븐의 아버지 역
- 알렉사 니컬러스 - 수전 배리, 롤프와 스티븐의 고모 역
- 데이비드 앨런 그리어 - 제리 로빈 주니어 역
- 산티아고 세구라
- 채드 에버렛
- 마크 포비넬리

## 기타 제작진
- 라인 제작: 조던 라이버트
- 미술: 크리스 앤서니 밀러
- 세트: 라이언 웰치
- 의상: 니클라스 J. 팔름